# Heteropelma changwhani
Heteropelma changwhani là một loài tò vò trong họ Ichneumonidae.